# Quinn Lord
Quinn Lord (Vancouver, 19 de febrero de 1999) es un actor canadiense conocido por su papel de Sam en la película de terror estadounidense Trick 'r Treat.
Nació en Vancouver, Columbia Británica, Canadá el 19 de febrero de 1999. Comenzó su carrera en 2004, con sólo cinco años de edad, como actor de voz en la serie animada infantil para televisión ToddWorld y tras un papel en el piloto de la serie Terminal City, debutó en el cine con la película Deck the Halls.

## Filmografía

### Películas
| Año  | Título                              | Papel                      | Notas                 |
| ---- | ----------------------------------- | -------------------------- | --------------------- |
| 2006 | Deck the Halls                      | Santa Kid                  | Debut cinematográfico |
| 2007 | White Noise: The Light              | Hijo de Henry Caine        |                       |
| 2007 | Trick 'r Treat                      | Sam                        |                       |
| 2007 | Things We Lost in the Fire          | Primo Joel                 |                       |
| 2008 | Edison and Leo                      | Joven Leonard "Leo" Edison | Voz                   |
| 2008 | Web of Desire                       | Sam Wyatt                  | Telefilm              |
| 2009 | The Imaginarium of Doctor Parnassus | Hijo de 9 años             |                       |
| 2009 | Space Buddies                       | Sam                        | Directa a vídeo       |
| 2009 | Santa Buddies                       | Sam                        | Directa a vídeo       |
| 2009 | Virtuality                          | Shawn Braun                | Telefilm              |
| 2009 | The Hole                            | Annie Smith                |                       |
| 2010 | Second Chances                      | Robert "Robbie"            |                       |
| 2010 | Daydream Nation                     | Thomas                     |                       |
| 2010 | Call Me Mrs. Miracle                | Gabe Larson                | Telefilm              |
| 2011 | Cyber Seduction: His Secret Life    | Dylan Chapman              | Telefilm              |
| 2011 | 17th Precinct                       | Leo Shetland               | Telefilm              |
| 2011 | Afternoon Tea                       | Scott                      | Cortometraje          |
| 2011 | Last Christmas                      | Josh                       | Cortometraje          |
| 2012 | Imaginaerum                         | Tom, edad 10               |                       |
| 2012 | The Possession                      | Estudiante                 |                       |
| 2012 | Gay Dude                            |                            | Post-production       |
| 2012 | Replicas                            | Brendon                    |                       |

### Televisión
| Año  | Serie de televisión            | Papel                      | Episodio/Notas                   |
| ---- | ------------------------------ | -------------------------- | -------------------------------- |
| 2004 | ToddWorld                      | Hardy el hipopótamo        | "Monkeying Around", Voz          |
| 2005 | Terminal City                  | Marmaduke                  | "Piloto"                         |
| 2005 | Reunion                        | Liam                       | "1990"                           |
| 2006 | The L Word                     | Roland                     | "Lost Weekend"                   |
| 2006 | Blade: The Series              | Joven Zachary "Zach" Starr | "Piloto"                         |
| 2006 | Stargate SG-1                  | Niño                       | "The Quest: Part 1"              |
| 2006 | Supernatural                   | Evan                       | "Everyone Loves a Clown"         |
| 2007 | Masters of Horror              | Tobias "Toby"              | "We All Scream for Ice Cream"    |
| 2007 | Smallville                     | Phillipe Lamont            | "Bizarro"                        |
| 2007 | Smallville                     | Phillipe Lamont            | "Phantom"                        |
| 2007 | Sabbatical                     | Daniel "Danny" Marlow      | "Piloto", Único episodio         |
| 2007 | 3-2-1 Penguins!                | Jason                      | 20 episodios, 2007–2008          |
| 2010 | Shattered                      | Tyler "Ty"                 | Piloto no emitido                |
| 2010 | Fringe                         | Joven Peter Bishop         | "Peter"                          |
| 2010 | Hiccups                        | Chico                      | "Millie, Meet Stan"              |
| 2011 | R.L. Stine's The Haunting Hour | Jack                       | "Fear Never Knocks"              |
| 2011 | Eureka                         | Joven Zane Donovan         | "This One Time at Space Camp..." |
| 2011 | Endgame                        | Colin Davis                | "Fearful Symmetry"               |
| 2011 | Captain Starship               | Kevin                      |                                  |
| 2012 | Once Upon a Time               | Hansel/Nicholas Zimmer     | "True North"                     |
| 2015 | The Man in the High Castle     | Thomas Smith               | "Secundario"                     |